# Túi nhựa

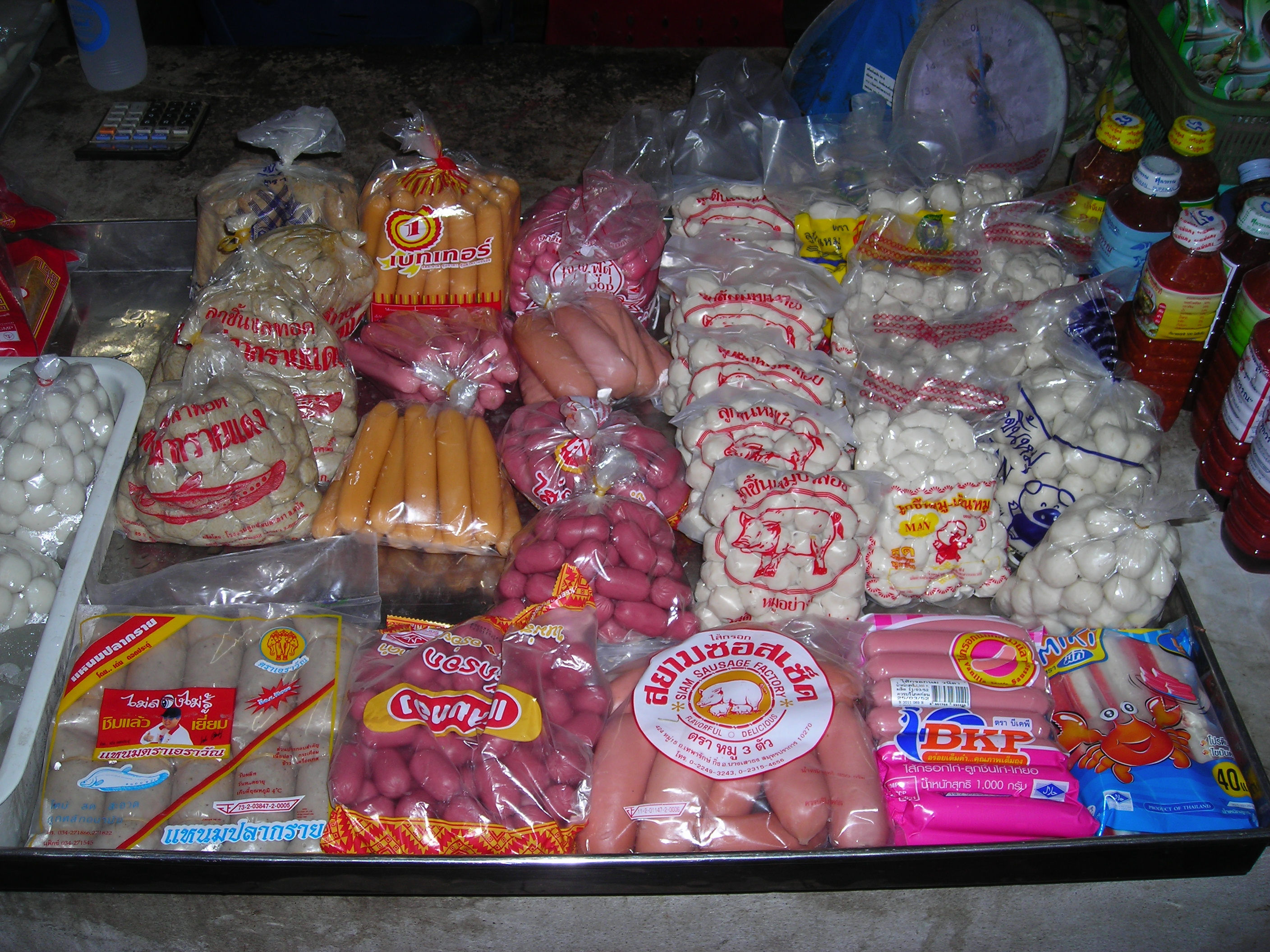
Thực phẩm đóng gói bằng túi nylon tại Thái Lan

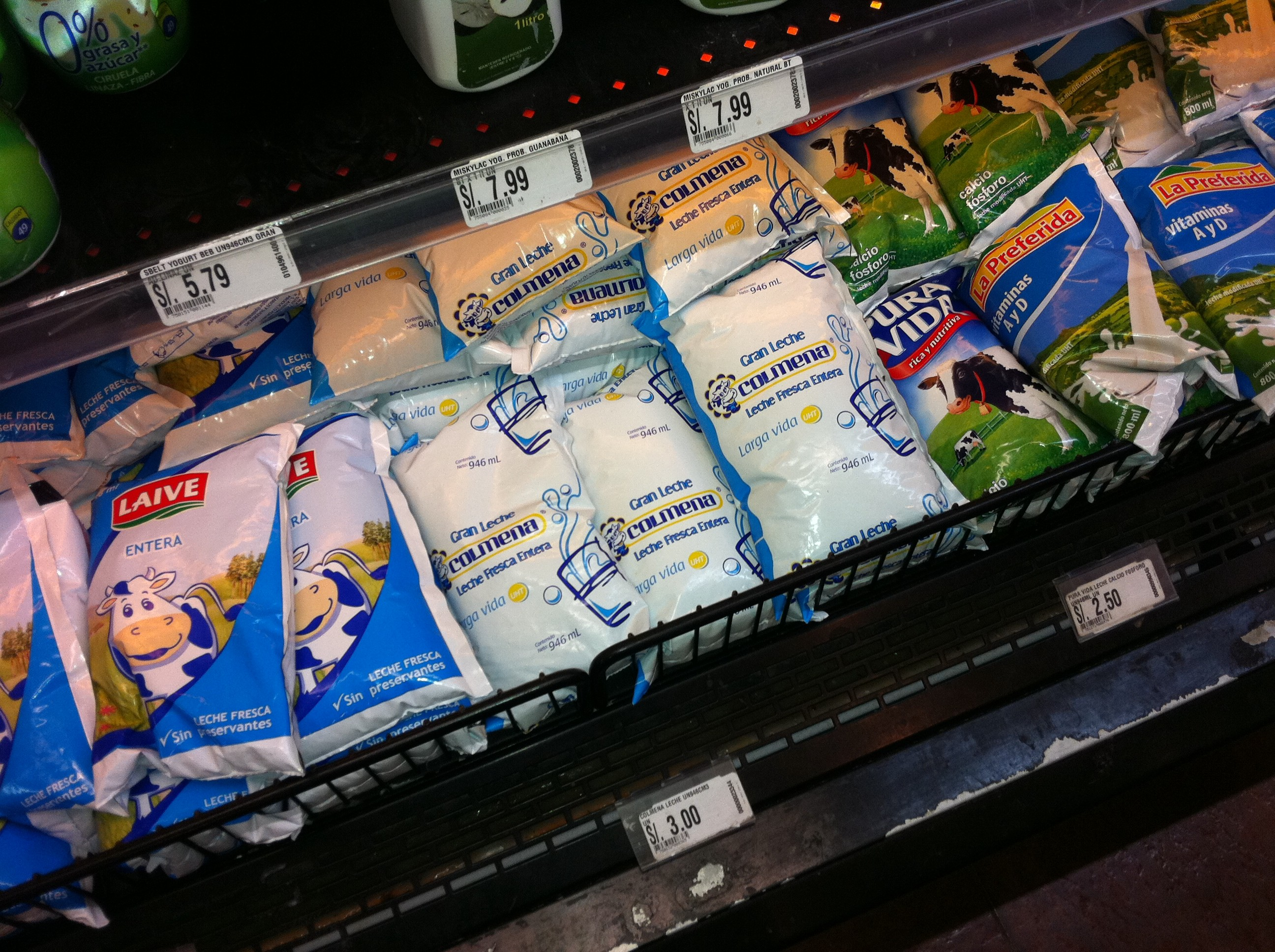
Túi nhựa đựng sữa (túi sữa)

Túi nhựa, túi nhựa dẻo hoặc bao bì nhựa PVC, túi nylon, bao nylon, bao bì nylon, bịch nylon (phương ngữ Nam Trung Bộ) là một loại túi đựng được làm bằng màng nhựa, chất dẻo, nhựa nhiệt dẻo, vải không dệt hoặc vải làm từ nhựa mỏng và dẻo. Túi nhựa, bao gồm cả túi làm bằng nylon, PVC, nhựa PE (Polyethylen), nhựa PP (Polypropylen),  Polyme và các chất dẻo khác thường được sử dụng để chứa và vận chuyển hàng hóa như thực phẩm, sản phẩm, bột, nước đá, tạp chí, hóa chất và chất thải. Nó là một hình thức phổ biến của bao bì.
Hầu hết các túi nhựa được niêm phong bằng nhiệt tại các đường nối, trong khi một số được liên kết với chất kết dính hoặc được khâu.
Nhiều quốc gia đang đưa ra luật pháp về loại bỏ túi nhựa nhẹ, vì sự phân hủy sinh học của túi nhựa có thể kéo dài từ 10 đến 20 năm trong môi trường biển, hoặc hơn 500 năm trong môi trường trên mặt đất, gây ô nhiễm chất dẻo và ảnh hưởng đến môi trường. Hàng năm, khoảng 1 đến 5 nghìn tỷ túi nhựa được sử dụng và vứt bỏ trên thế giới.

## Đóng gói

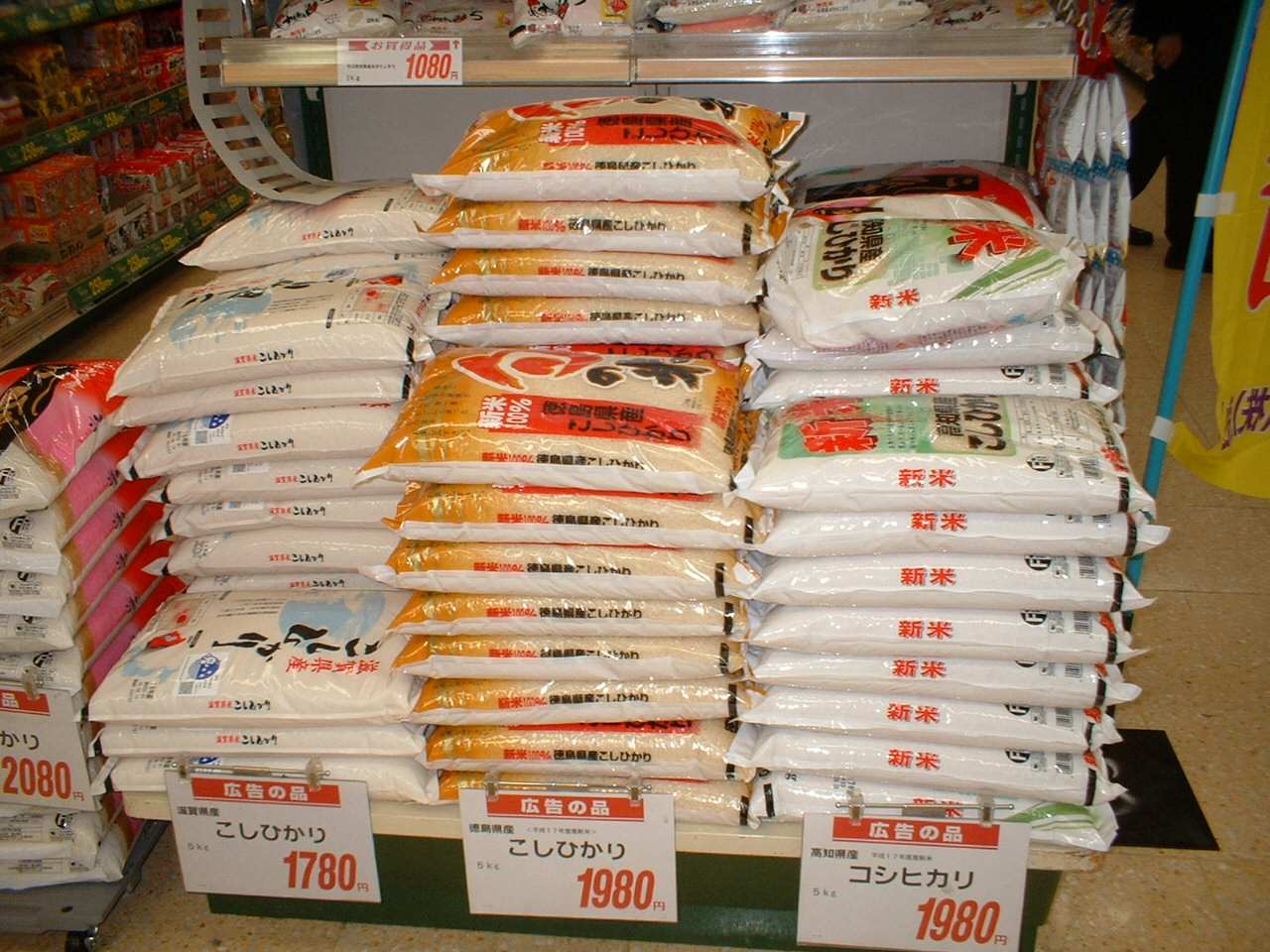
Bao đựng gạo bằng nhựa

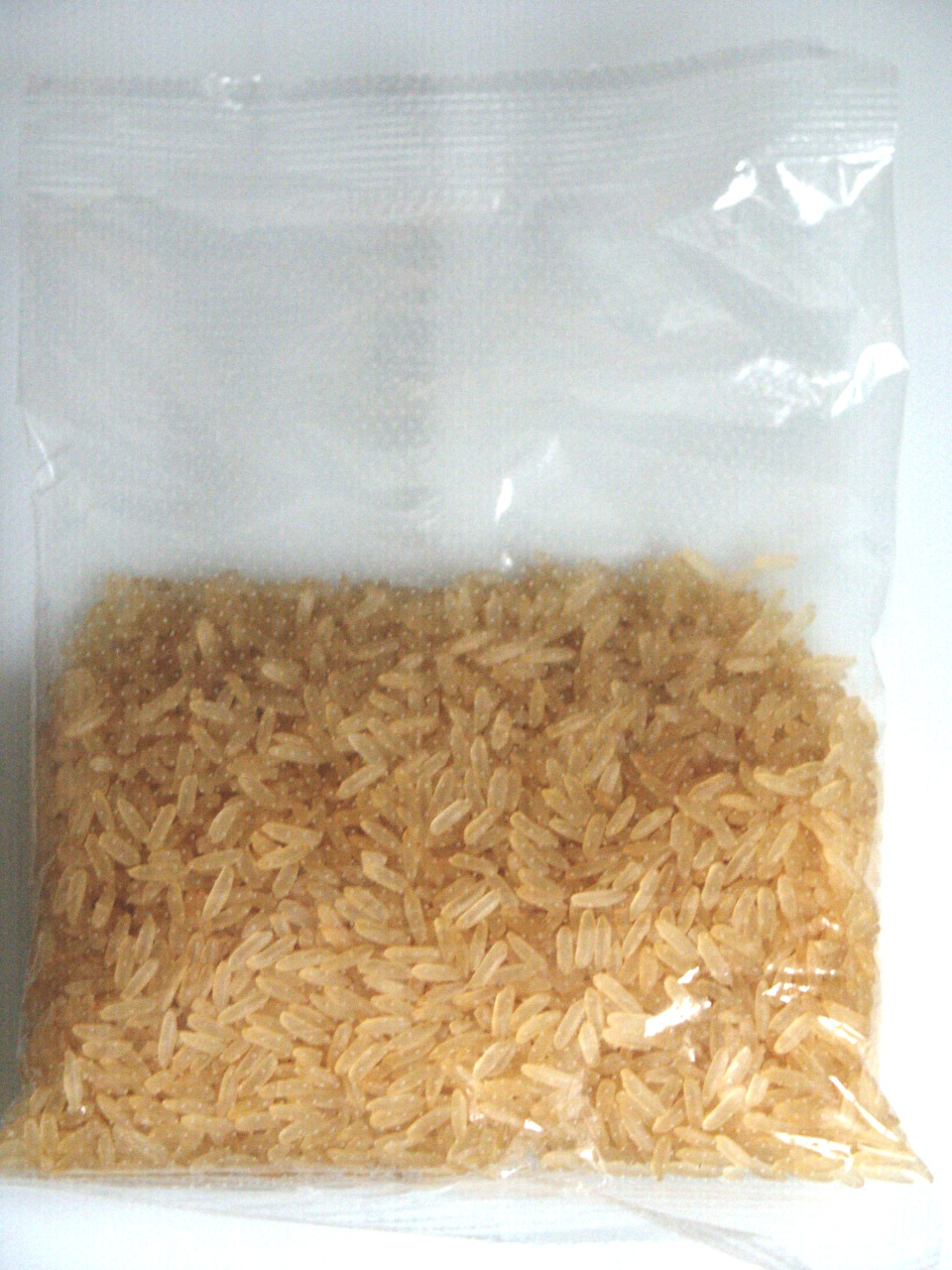
Một túi nylon được dùng để đựng gạo chuẩn bị hấp (Boil-in-bags)

Túi nhựa có nhiều tùy chọn thiết kế và tính năng có sẵn. Một số túi có các hốc để cho phép mang hàng nhiều hơn, một số có khả năng tự đứng trên kệ hoặc tủ lạnh, và một số có các tùy chọn dễ mở hoặc có thể đóng lại. Tay cầm được cắt sẵn hoặc thêm vào một số loại túi.
Túi có thể được làm bằng nhiều loại màng nhựa. Polyetylen (LDPE, LLDPE, v.v.) là loại phổ biến nhất. Các hình thức khác, bao gồm việc cán mỏng và ép đùn có thể được sử dụng khi cần các tính chất vật lý riêng.
Túi nhựa thường sử dụng ít vật liệu hơn so với hộp, thùng hoặc lọ, do đó thường được coi là "bao bì giảm bớt hoặc giảm thiểu".
Tùy thuộc vào cách sản xuất, túi nhựa có thể phù hợp cho tái chế nhựa. Chúng có thể được đốt trong các cơ sở thích hợp để chuyển đổi chất thải thành năng lượng. Chúng ổn định và lành tính trong các bãi chôn lấp hợp vệ sinh. Tuy nhiên, nếu xử lý không đúng cách, túi nhựa có thể tạo ra rác khó coi và gây hại cho một số loại động vật hoang dã.
Túi nhựa cũng được làm với tay cầm, lỗ treo, băng dính hoặc các tính năng bảo mật. Một số túi nhựa có quy định để mở dễ dàng và có khả năng kiểm soát. Các tính năng có thể đóng lại, bao gồm dải dây kéo ấn để niêm phong, là phổ biến cho túi nhựa dùng trong nhà bếp và cho một số thực phẩm. Một số túi được niêm phong có khả năng chống mở túi, bao gồm cả một số túi mà tính năng bấm để nối lại chỉ có thể truy cập được khi lớp dán bên ngoài bị xé ra.
Túi đựng thực phẩm để luộc, hấp (Boil-in-bags) thường được sử dụng cho thực phẩm đông lạnh kín, đôi khi hoàn thành món khai vị. Các túi thường là nylon hoặc polyester kín nhiệt chịu được nhiệt độ của nước sôi. Một số túi kiểu này là xốp hoặc đục lỗ để cho nước nóng tiếp xúc với thực phẩm như gạo, mì, v.v.
Bao bì dạng hộp thường được sử dụng cho các chất lỏng như rượu hộp và kích cỡ quy chuẩn của các chất lỏng khác.

## Sử dụng trong y tế
Túi nhựa được sử dụng cho nhiều mục đích y tế. Chất lượng không xốp của màng nhựa đồng nghĩa với việc chúng rất hữu ích trong việc cô lập chất lỏng từ cơ thể truyền nhiễm; túi xốp khác làm bằng nhựa không dệt có thể được khử trùng bằng khí và duy trì tính vô trùng này. Túi nhựa có thể được thực hiện trong các điều kiện sản xuất vô trùng theo quy định, vì vậy chúng có thể được sử dụng khi nhiễm trùng là một nguy cơ sức khỏe. Chúng rất nhẹ và linh hoạt, vì vậy chúng có thể được mang theo hoặc đặt bên cạnh bệnh nhân mà không khiến bệnh nhân khó chịu khi so sánh với một chai thủy tinh nặng. Chúng ít tốn kém hơn so với các tùy chọn có thể sử dụng lại, chẳng hạn như chai thủy tinh. Bằng chứng chất lượng vừa phải từ một đánh giá có hệ thống năm 2018 cho thấy bọc hoặc túi nhựa ngăn ngừa việc hạ thân nhiệt so với chăm sóc thông thường, đặc biệt là ở trẻ sinh non thiếu tháng.

## Túi nhựa mua sắm

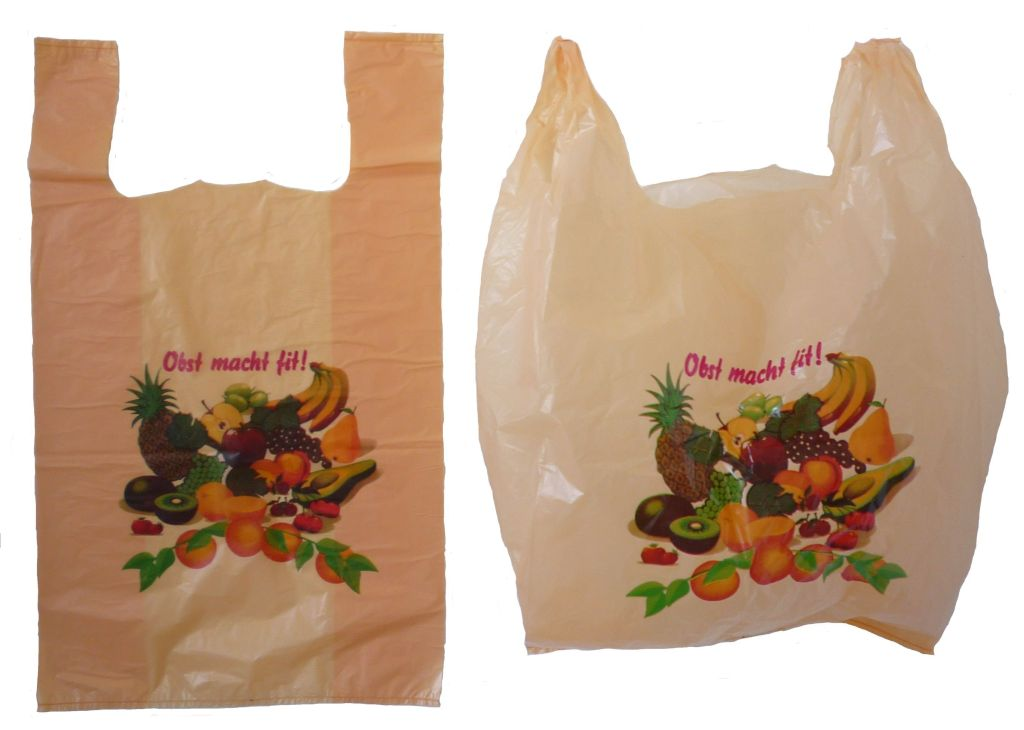
một dạng túi nhựa để mua sắm

Túi nhựa mở có quai hoặc tay cầm mang theo được sử dụng với số lượng lớn. Các cửa hàng thường cung cấp chúng như một sự thuận tiện cho người mua sắm. Một số cửa hàng tính phí danh nghĩa cho một túi. Túi mua sắm tái sử dụng nặng thường được coi là tốt hơn cho môi trường so với túi mua sắm bằng giấy hoặc nhựa, nylon sử dụng một lần. Do các vấn đề về môi trường và xả rác, một số địa điểm đang nỗ lực loại bỏ các túi nhựa nhẹ.

### Lịch sử
Các ứng dụng bằng sáng chế của Mỹ và châu Âu liên quan đến sản xuất túi nhựa mua sắm có thể được tìm thấy từ đầu những năm 1950, nhưng chúng đề cập đến các cấu trúc hỗn hợp có quai cố định vào túi trong quy trình sản xuất thứ cấp. Túi nhựa mua sắm nhẹ hiện đại là phát minh của kỹ sư người Thụy Điển Sten Gustaf Thulin. Đầu những năm 1960, Thulin đã phát triển một phương pháp hình thành một chiếc túi một mảnh đơn giản bằng cách gấp, hàn và cắt một ống nhựa phẳng cho công ty đóng gói Celloplast của Norrköping, Thụy Điển. Thiết kế của Thulin đã tạo ra một chiếc túi đơn giản, mạnh mẽ với khả năng chịu tải cao và được Celloplast cấp bằng sáng chế trên toàn thế giới vào năm 1965.
Từ giữa những năm 1980 trở đi, túi nhựa trở nên phổ biến để mang đồ tạp hóa hàng ngày từ cửa hàng đến xe cộ và nhà cửa trên khắp thế giới phát triển. Khi túi nhựa ngày càng thay thế túi giấy, và khi các vật liệu và sản phẩm nhựa khác thay thế thủy tinh, kim loại, đá, gỗ và các vật liệu khác, một cuộc chiến vật liệu nổ ra, với túi nhựa ở trung tâm cuộc chiến công khai.
Năm 1992, Công ty Sonoco Products của Hartsville, SC đã cấp bằng sáng chế  "ngăn xếp túi polyetylen tự mở". Sự đổi mới chính của thiết kế lại này là việc rút một chiếc túi khỏi giá sẽ mở túi tiếp theo trong ngăn xếp.

### Sử dụng quy mô quốc tế
Hàng năm, có khoảng từ 1 đến 5 nghìn tỷ túi nhựa được sử dụng và vứt bỏ. Việc sử dụng túi nhựa khác nhau đáng kể giữa các quốc gia. Trong khi người tiêu dùng trung bình ở Trung Quốc chỉ sử dụng 2 hoặc 3 túi nhựa mỗi năm, con số này cao hơn nhiều ở hầu hết các quốc gia khác: Đan Mạch: 4, Ireland: 20, Đức: 65, Hoa Kỳ: hơn 300, Ba Lan, Hungary, Slovakia: hơn 400.
Một số lượng lớn các thành phố và quận đã cấm sử dụng túi nhựa của các cửa hàng tạp hóa hoặc đưa ra một khoản phí tối thiểu. Vào tháng 9 năm 2014, California đã trở thành tiểu bang đầu tiên thông qua luật cấm sử dụng chúng. Các nhà sản xuất túi nhựa địa phương, theo luật pháp, sẽ nhận được hỗ trợ tài chính để hỗ trợ họ sản xuất túi đa dụng bền hơn, sẽ được bán bởi các cửa hàng tạp hóa thay vì cho đi, như túi nhựa. Tại Ấn Độ, chính phủ đã cấm sử dụng túi nhựa dưới 50 micron. Năm 2018, Montreal, Canada, cũng đã cấm túi nhựa với Ottawa dự kiến cũng sẽ đưa lệnh cấm có hiệu lực.

## Túi nhựa và môi trường

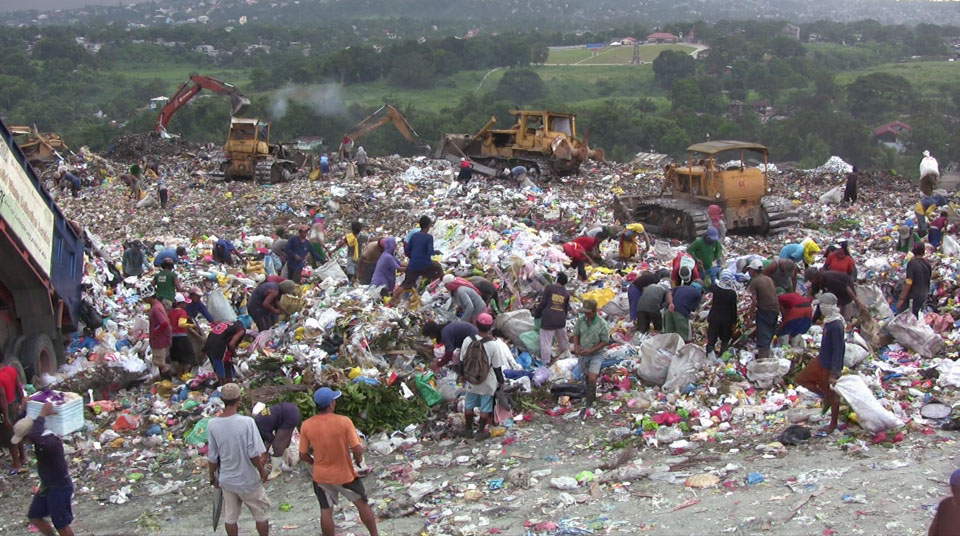
Tủi nylon và các rác thải nhựa tại Philippines

Túi nhựa không phân hủy có thể mất tới 1000 năm để phân hủy. Túi nhựa không có khả năng phân hủy sinh học mà thay vào đó là photodegrade (Sự phân hủy quang học là sự biến đổi vật liệu bằng ánh sáng), một quá trình mà túi nhựa được chia thành các phần độc hại nhỏ hơn. Vào những năm 2000, nhiều cửa hàng và công ty bắt đầu sử dụng các loại túi phân hủy sinh học khác nhau để tuân thủ các lợi ích môi trường nhận thức được.
Khi túi mua sắm bằng nhựa không được xử lý đúng cách, chúng có thể tích lũy lại ở các dòng suối, sau đó dẫn chúng đến đại dương. Túi nhựa phân hủy hoặc bị mài mòn do tác động của môi trường như ánh sáng mặt trời, nhiệt độ, sóng biển, hoặc ma sát cơ học. Quá trình này khiến túi nhựa vỡ ra thành các mảnh nhỏ, trở thành vi nhựa, gây ô nhiễm môi trường đất, nước và không khí. Ngoài ra, quá trình sản xuất và xử lý túi nhựa cũng có thể giải phóng vi nhựa vào môi trường.
Để giảm thiểu ô nhiễm nhựa trên biển do túi nhựa mua sắm sử dụng một lần, nhiều khu vực pháp lý trên thế giới đã thực hiện các lệnh cấm hoặc lệ phí đối với việc sử dụng túi nhựa. Ước tính có khoảng 300 triệu túi nhựa chỉ riêng ở Đại Tây Dương. Cách mà những chiếc túi trôi nổi trong nước có thể giống như một con sứa, gây ra những nguy hiểm đáng kể cho động vật có vú biển và rùa biển Leatherback, khi túi bị chúng ăn do nhầm lẫn và đi vào đường tiêu hóa của động vật. Sau khi ăn vào, vật liệu nhựa có thể dẫn đến tử vong sớm. Một khi cái chết xảy ra và cơ thể động vật bị phân hủy, nhựa sẽ tái sinh ra môi trường, đặt ra nhiều vấn đề tiềm ẩn.
Động vật biển không phải là động vật duy nhất bị ảnh hưởng bởi việc xử lý túi nhựa không đúng cách. Chim biển, khi săn mồi, cảm nhận được dimethyl sulfide (DMS) được tảo tạo ra. Nhựa là nơi sinh sản của tảo, vì vậy những con chim biển thường ăn nhầm túi thay vì các loài cá thường ăn tảo. (National Geographic) 

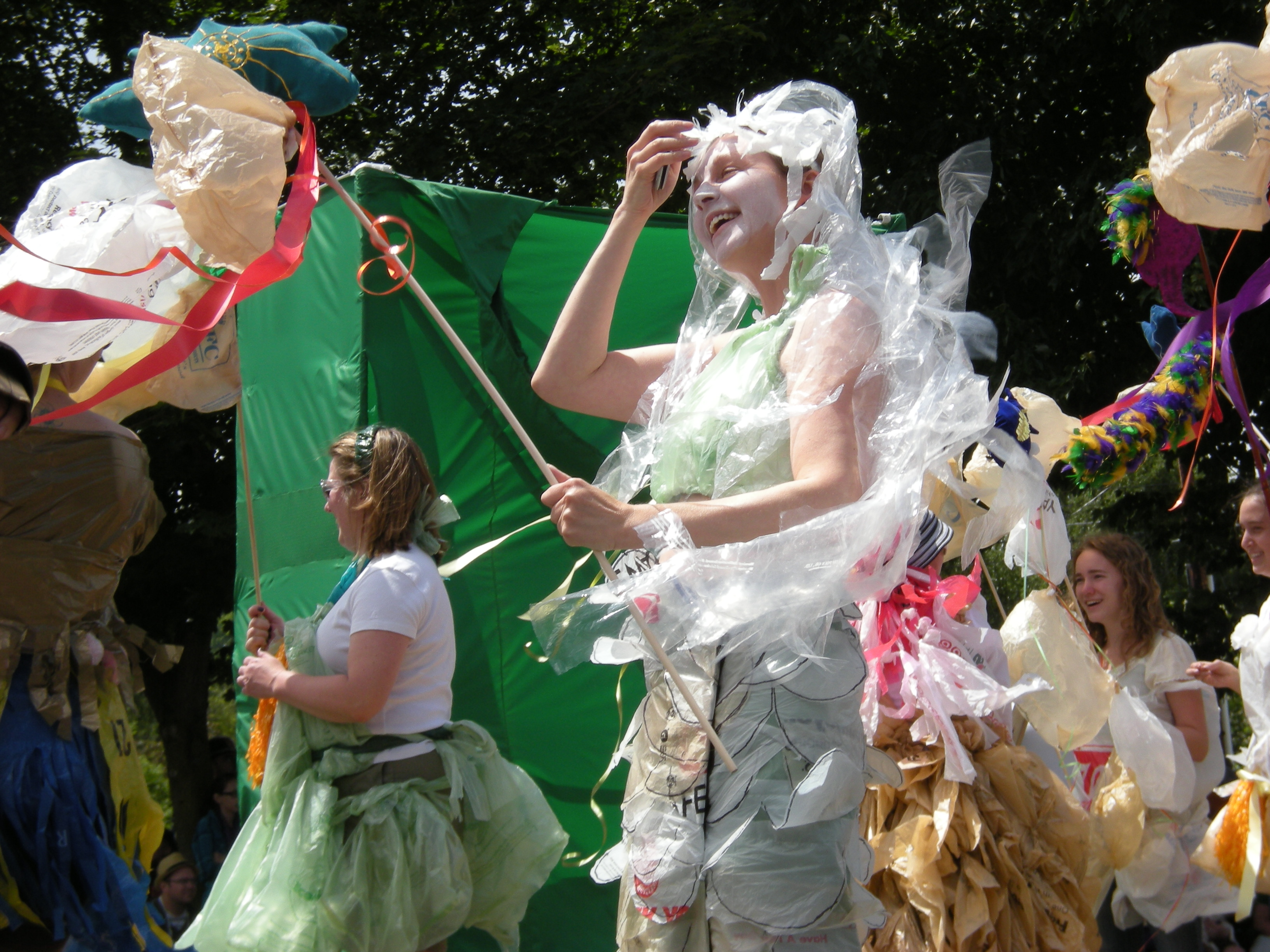
Tuần hành kêu gọi tái chế túi nhựa tại Seattle, Washington.

Túi và bao bì nhựa không tốt cho môi trường, nhưng một số nghiên cứu của chính phủ đã tìm thấy chúng là một lựa chọn túi mang theo thân thiện với môi trường. Theo Recyc-Quebec, một cơ quan tái chế của Canada, "Túi nhựa thông thường có một số lợi thế về môi trường và kinh tế. Mỏng và nhẹ, việc sản xuất chúng đòi hỏi ít vật liệu và năng lượng. Nó cũng tránh việc sản xuất và mua túi đựng rác / thùng giấy vì nó được hưởng lợi từ tỷ lệ tái sử dụng cao khi được tái sử dụng cho mục đích này (77,7%). "  Các nghiên cứu của chính phủ từ Đan Mạch  và Vương quốc Anh , cũng như một nghiên cứu từ Đại học Clemson , đã đưa ra kết luận tương tự.
Mặc dù các túi là làm từ nhựa, nhưng bạn thường không thể tái chế chúng trong thùng tái chế bên lề đường của bạn. Vật liệu này thường xuyên khiến thiết bị được sử dụng tại các nhà máy tái chế bị kẹt cứng, do đó phải tạm dừng máy tái chế và làm chậm hoạt động hàng ngày. Tuy nhiên, túi nhựa lại có thể tái chế 100% . Để tái chế chúng. bạn cần thả chúng xuống tại một địa điểm chấp nhận các sản phẩm màng nhựa. Thông thường, điều này có nghĩa là đưa chúng trở lại cửa hàng tạp hóa hoặc cửa hàng bán lẻ lớn khác .

## Nguy hiểm cho trẻ em
Túi nhựa mỏng quy chuẩn, đặc biệt là túi đựng đồ giặt khô, có khả năng gây ngạt thở. Khoảng 25 trẻ em ở Hoa Kỳ bị ngạt thở mỗi năm do túi nhựa, gần chín trong số mười trẻ em dưới 1 tuổi. Điều này đã dẫn đến nhãn cảnh báo tự nguyện trên một số túi rằng nó có thể gây nguy hiểm cho trẻ nhỏ.

## Công dụng
Túi nhựa được sử dụng cho các ứng dụng đa dạng: 

Snack chip Snack chip
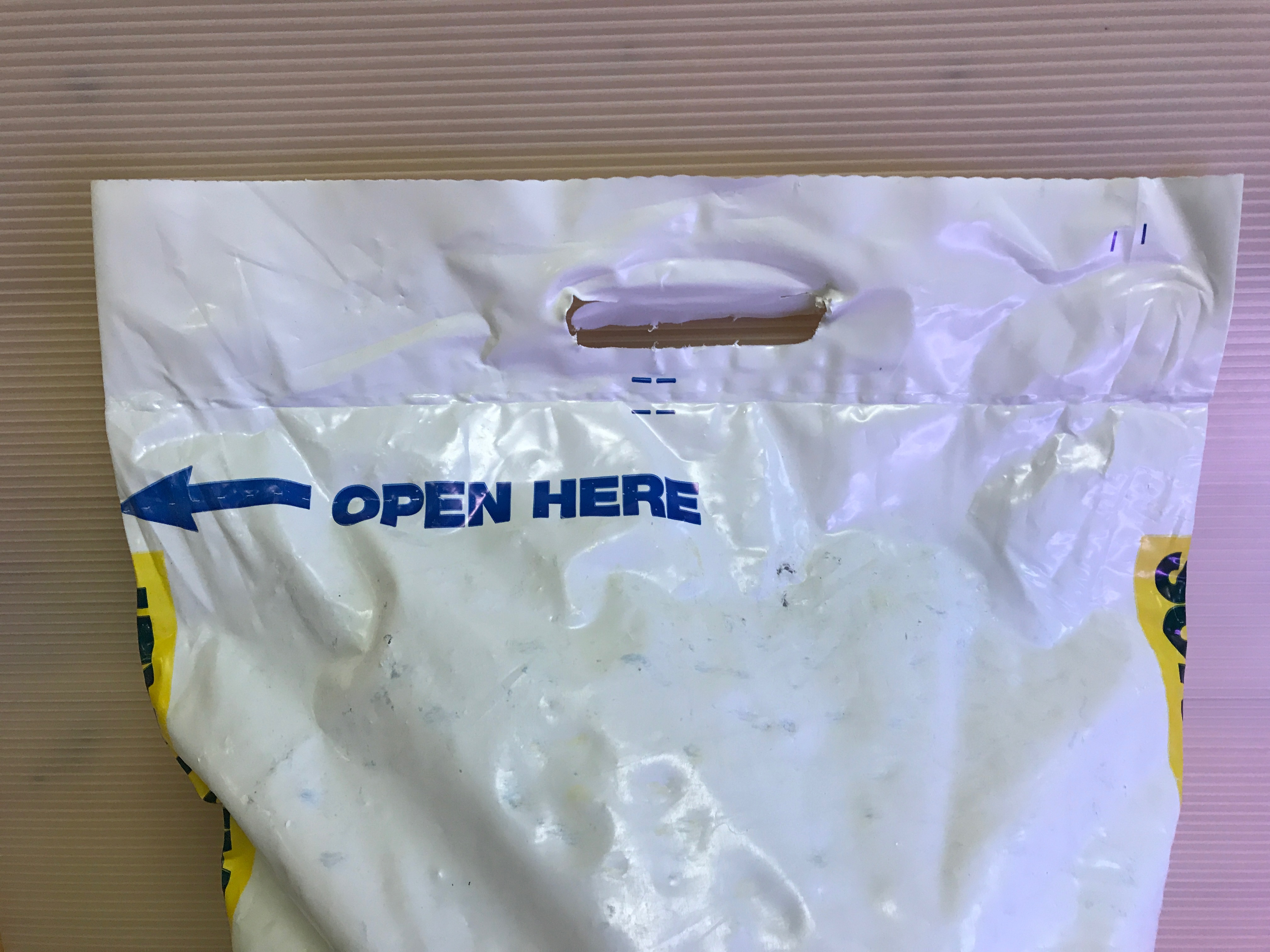
Túi nylon đựng nước làm mềm muối; có lỗ cắt ở phần trên qua lớp nhựa dày để cho phép mang túi đi
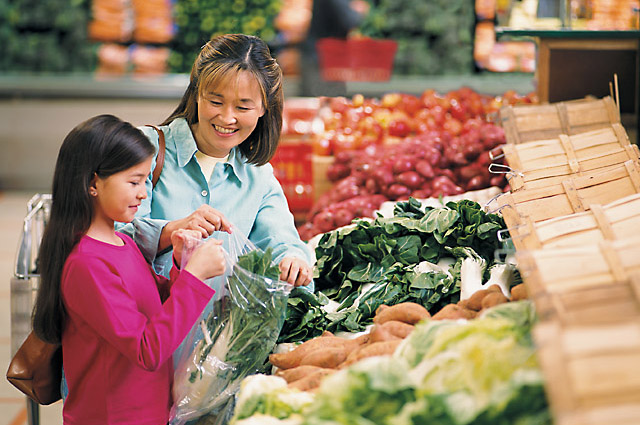
Đóng gói rau
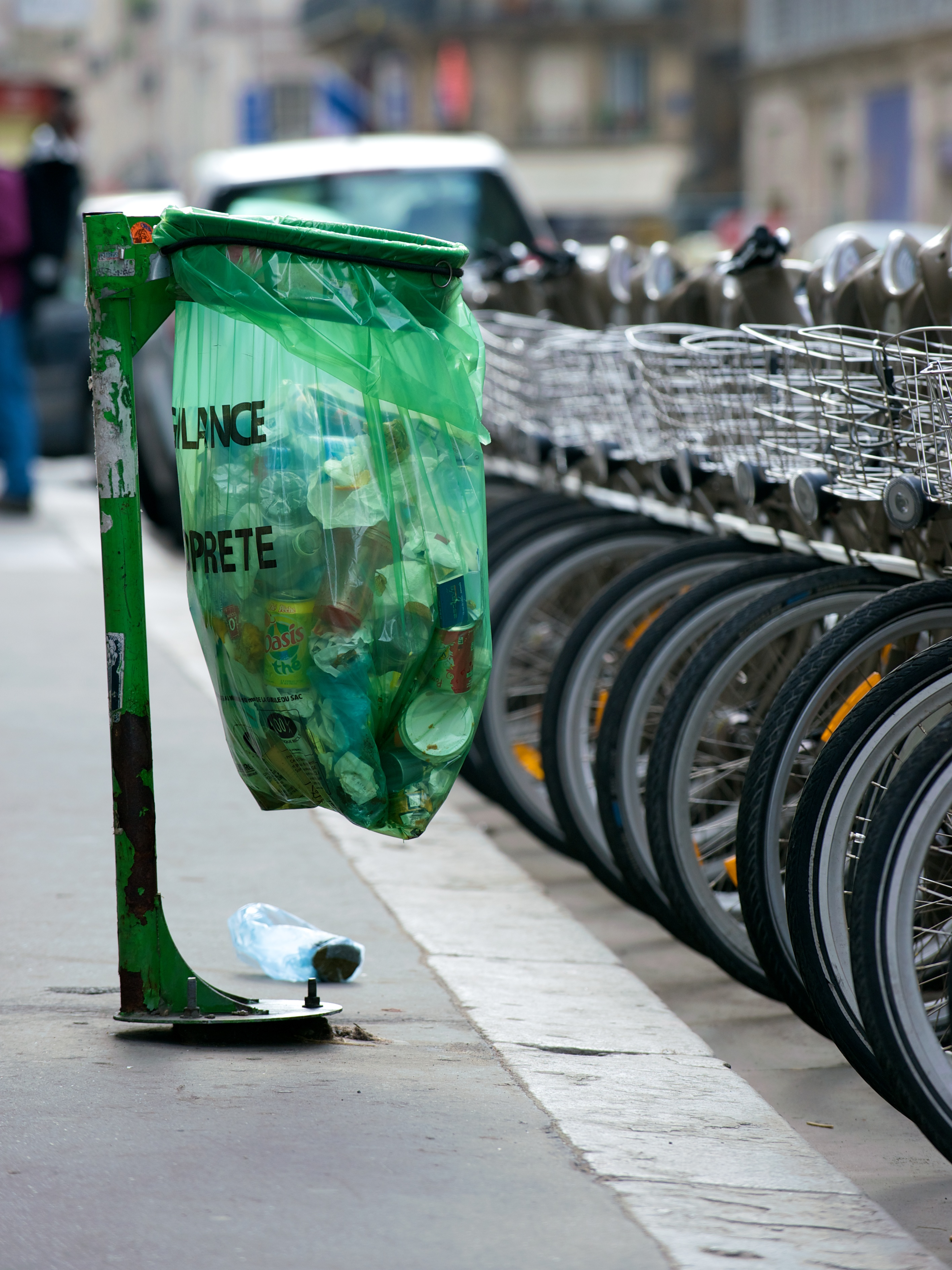
Một túi nhựa được sử dụng để thu gom rác thải trên đường phố ở Paris
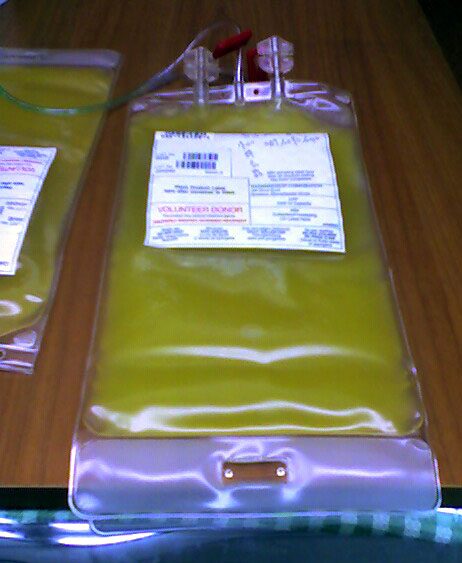
tiểu cầu máu
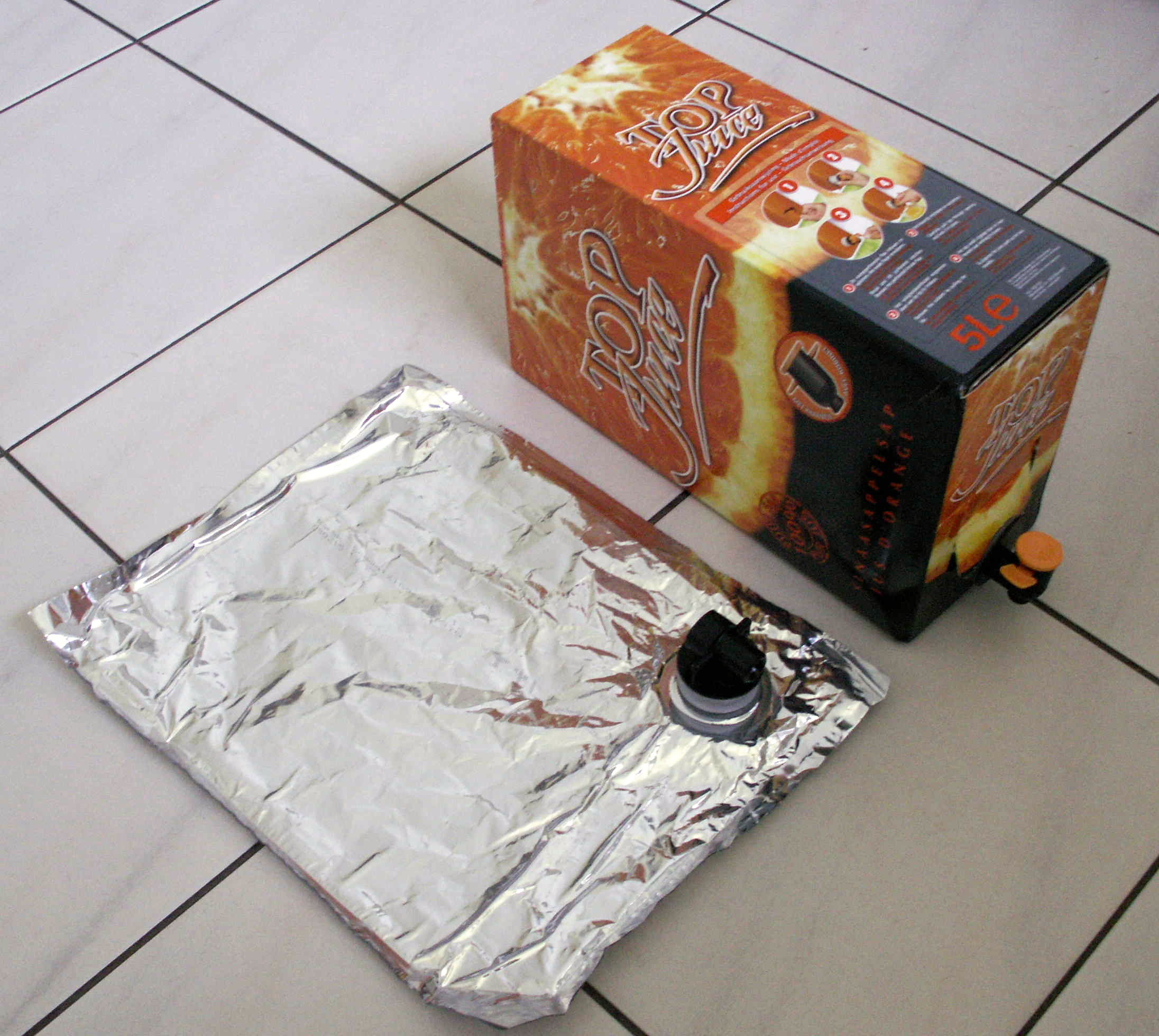
bàng quang bên trong cho túi trong hộp
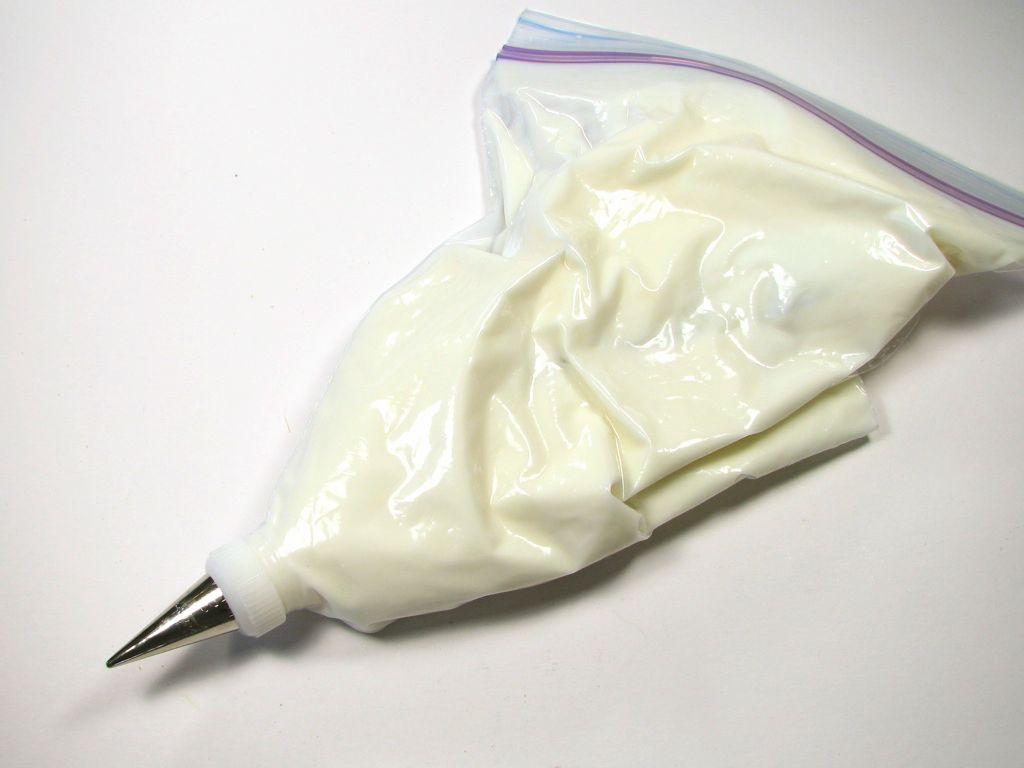
Túi đựng bánh ngọt có nắp đóng tiện lợi
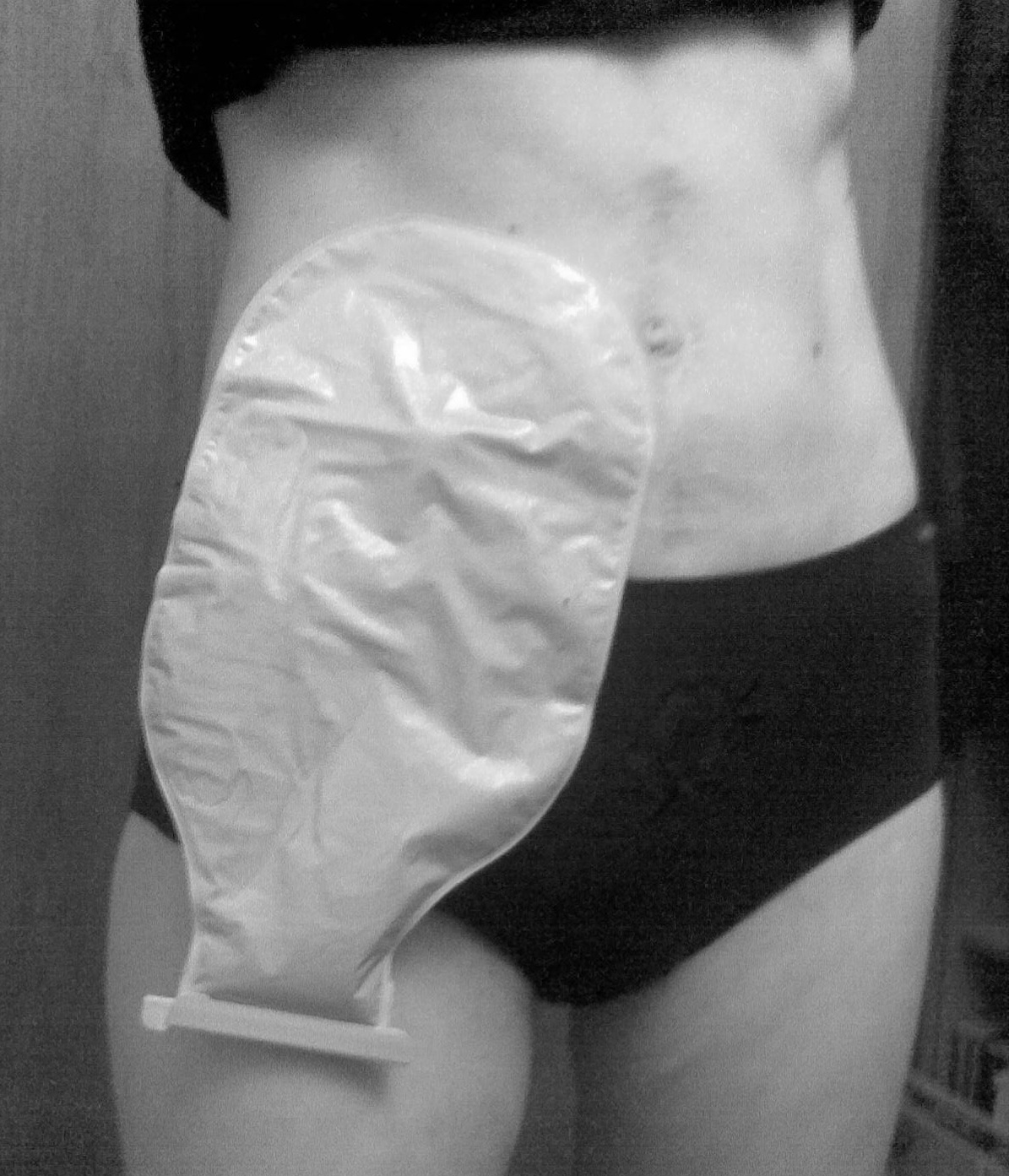
Túi xương
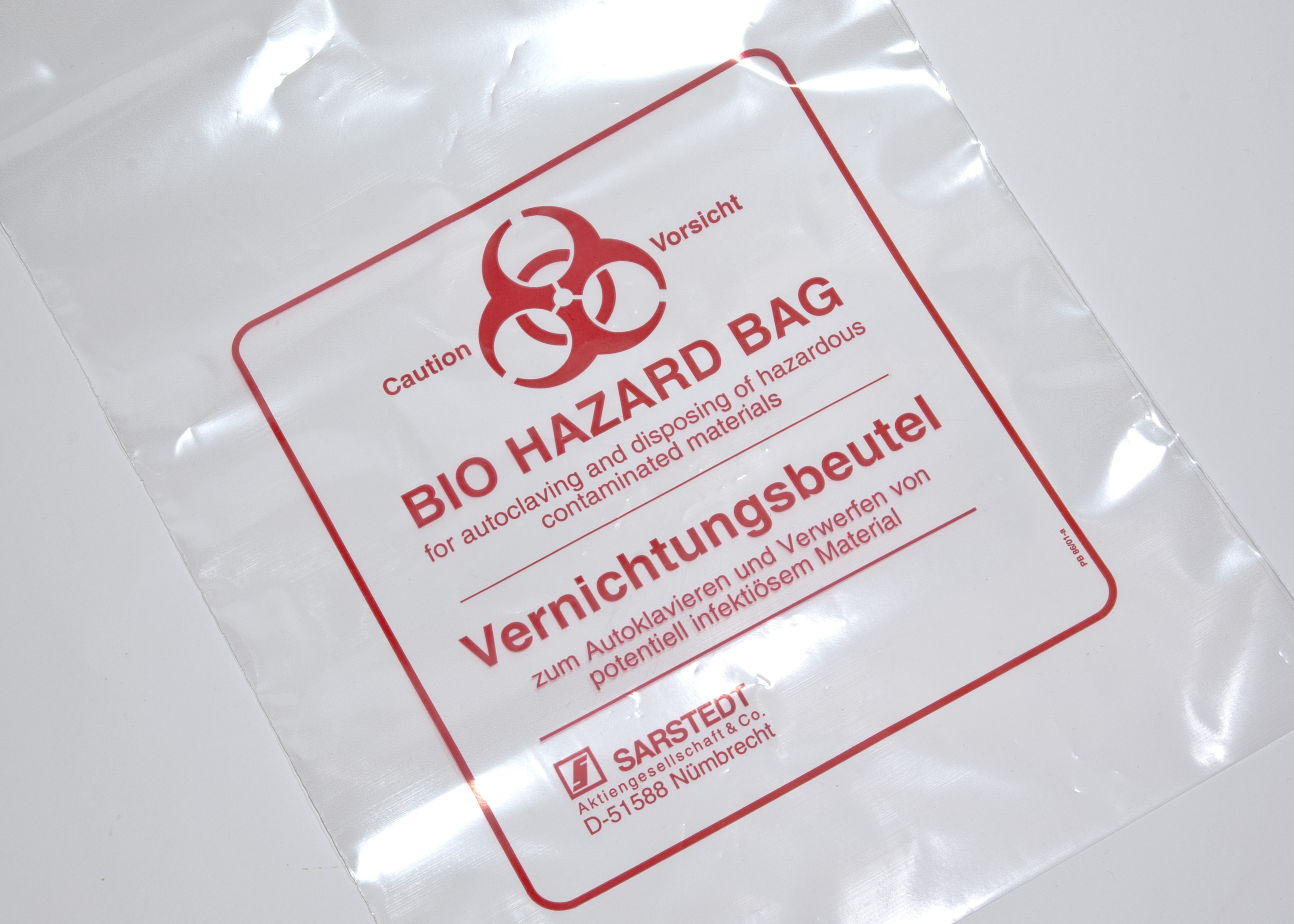
Túi sinh học
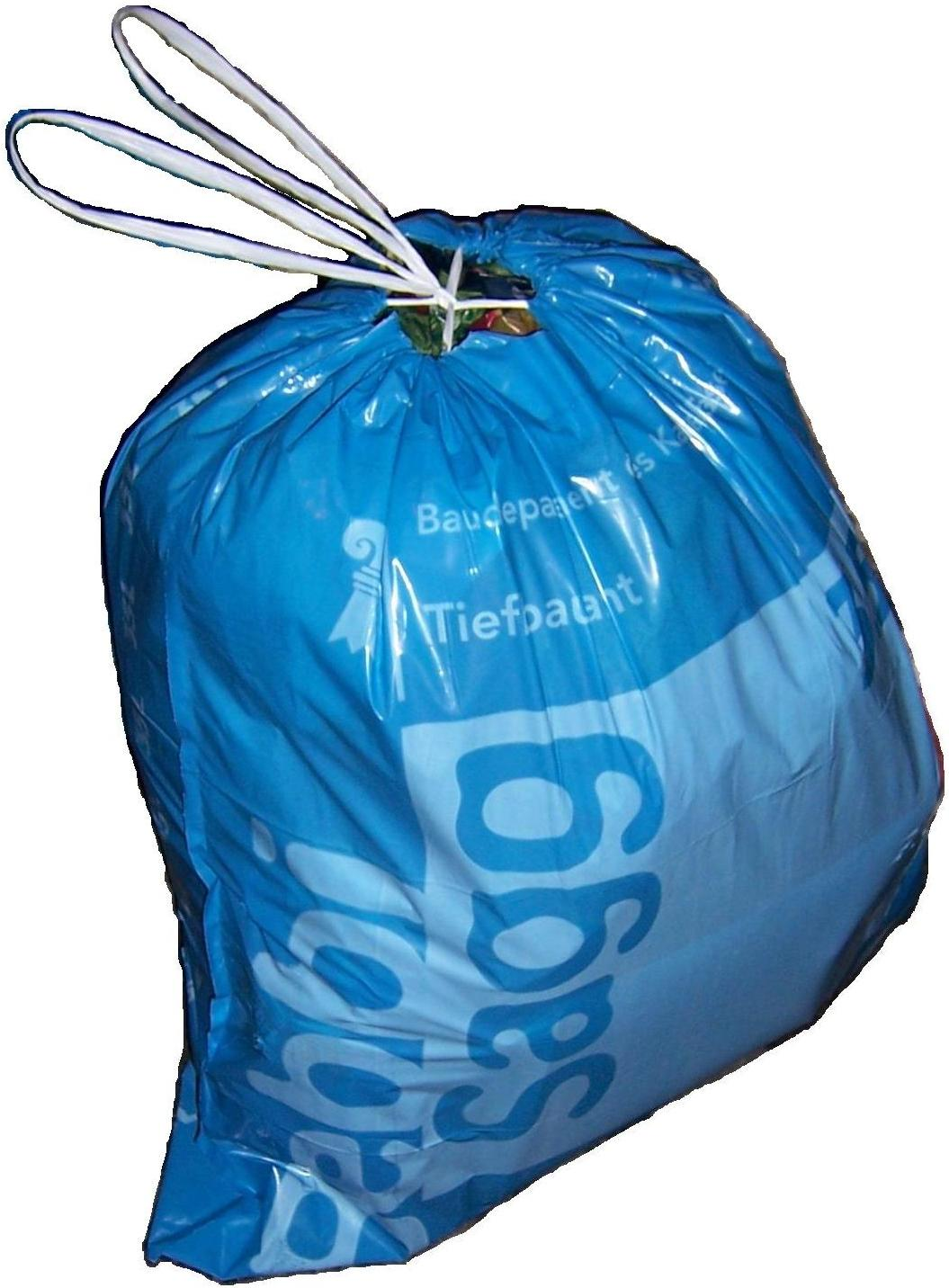
Thùng rác hoặc túi rác
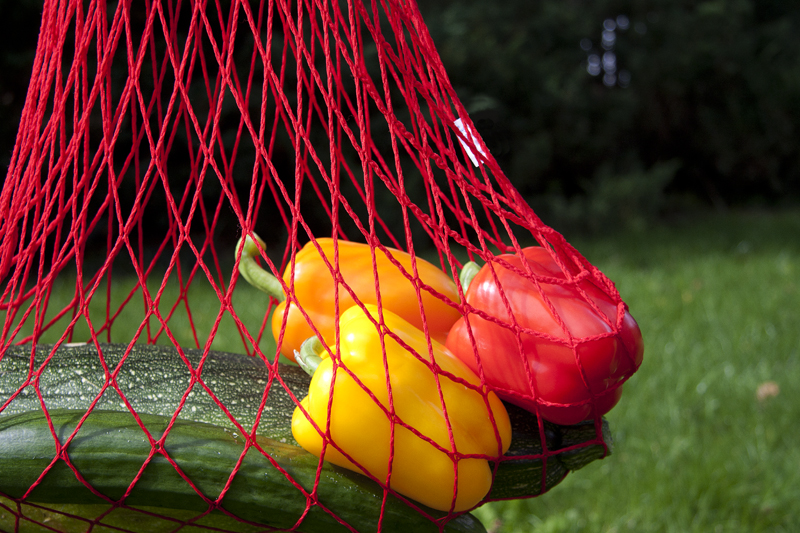
Chuỗi túi làm bằng sợi nhựa
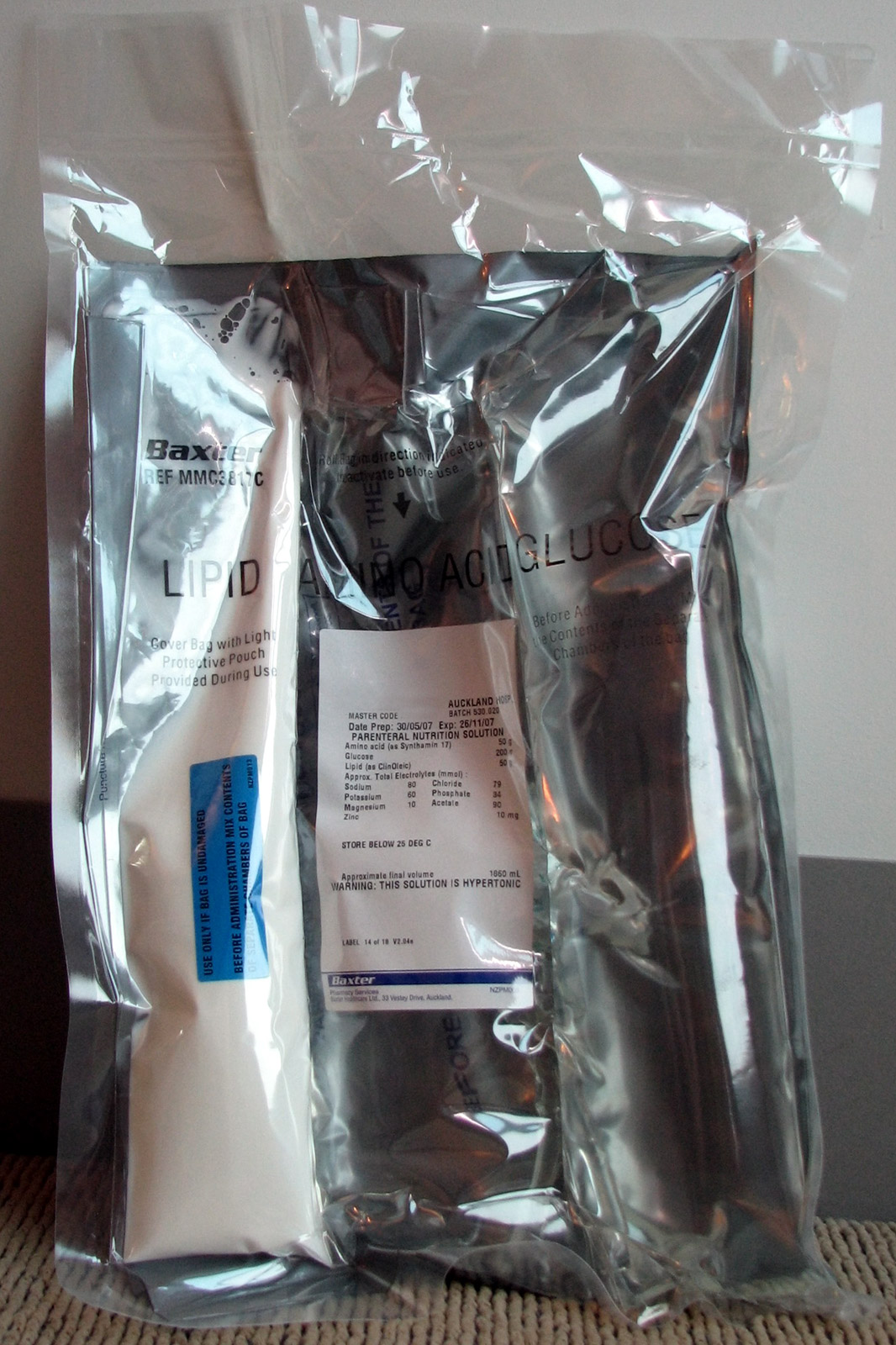
Nhiều buồng để trộn cuối cùng
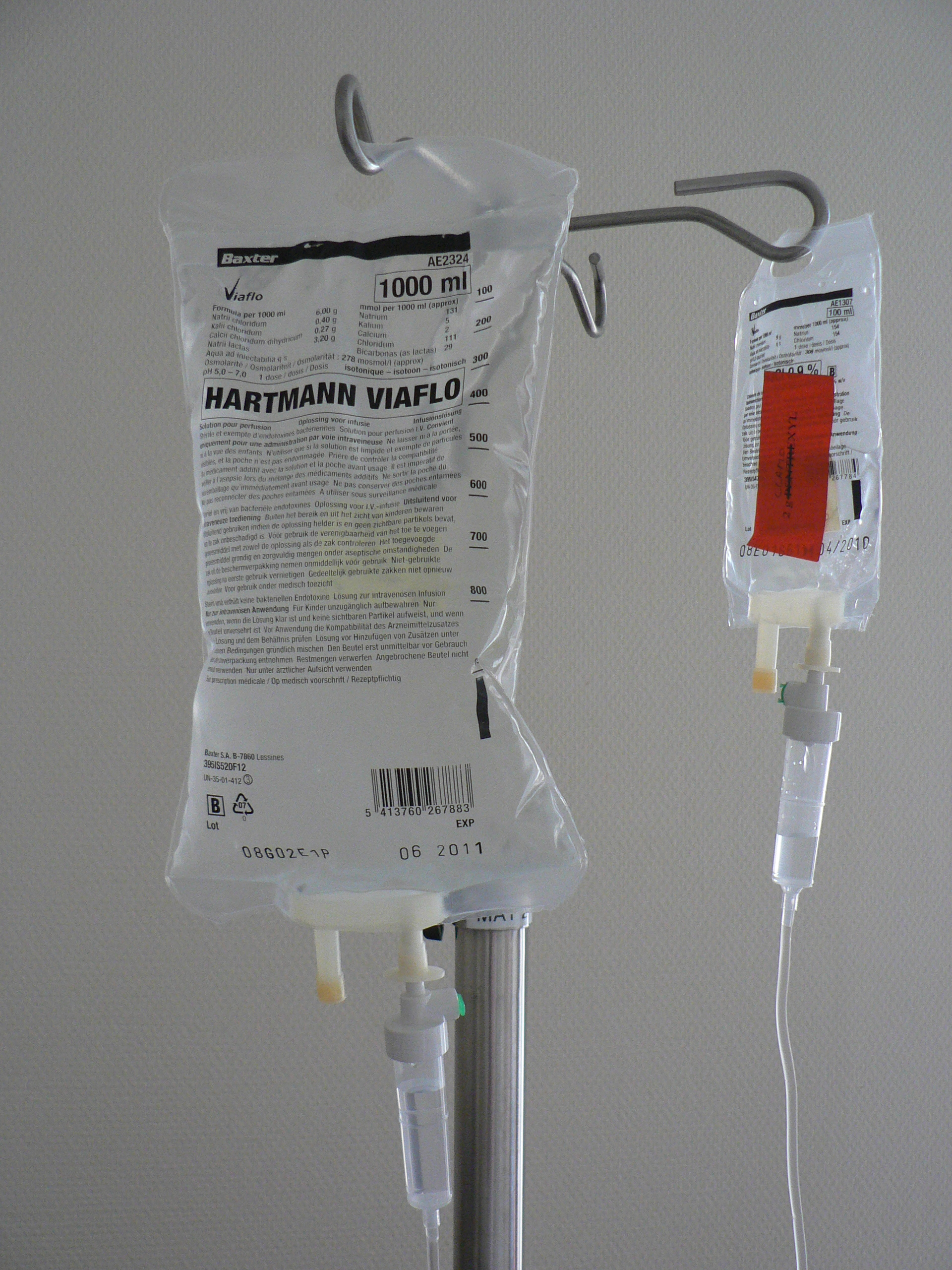
Liệu pháp tiêm tĩnh mạch
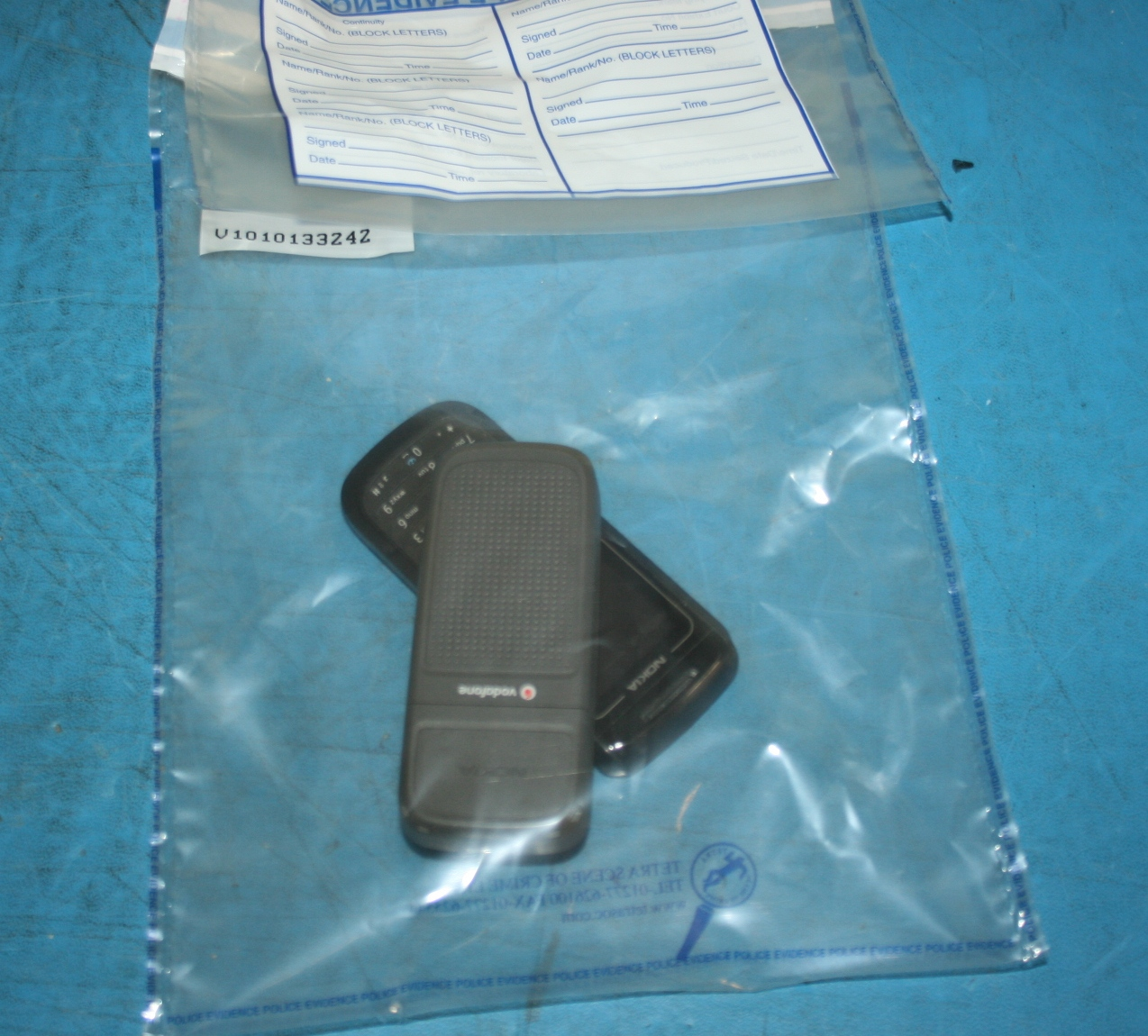
Tamper bằng chứng túi
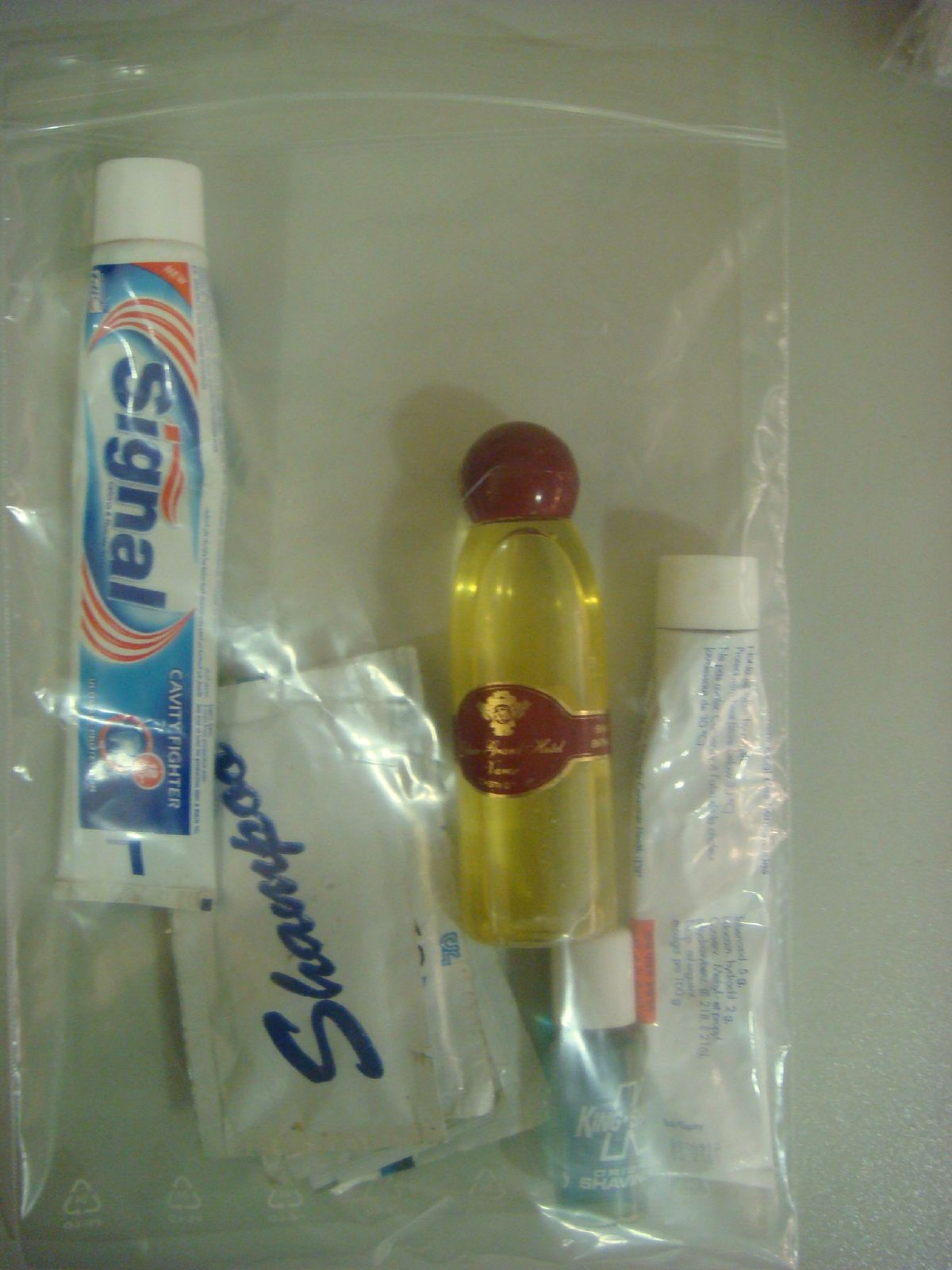
Đồ dùng vệ sinh du lịch trong một túi nhựa có thể đóng lại
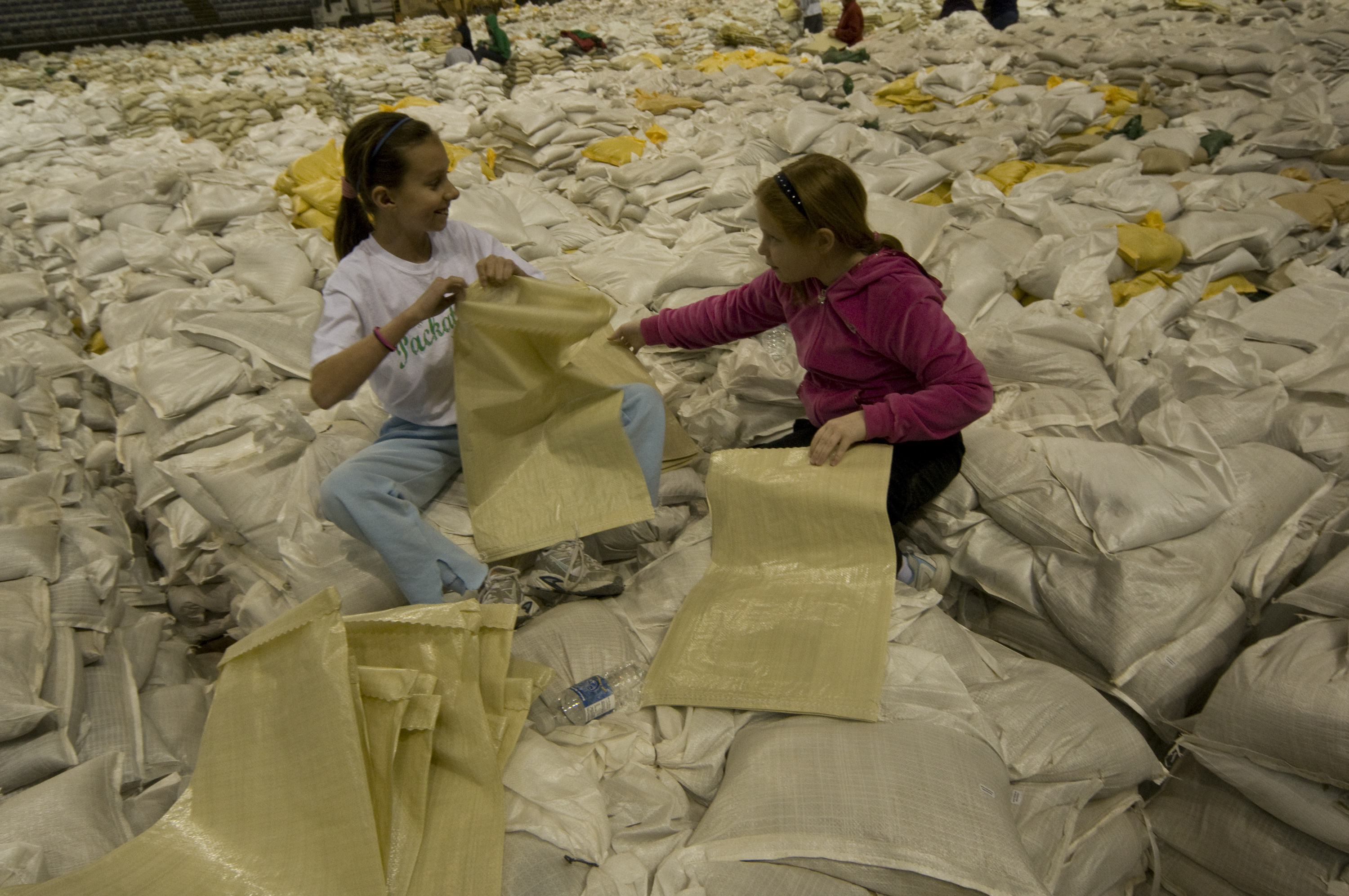
Túi sợi nhựa dệt dùng cho cát
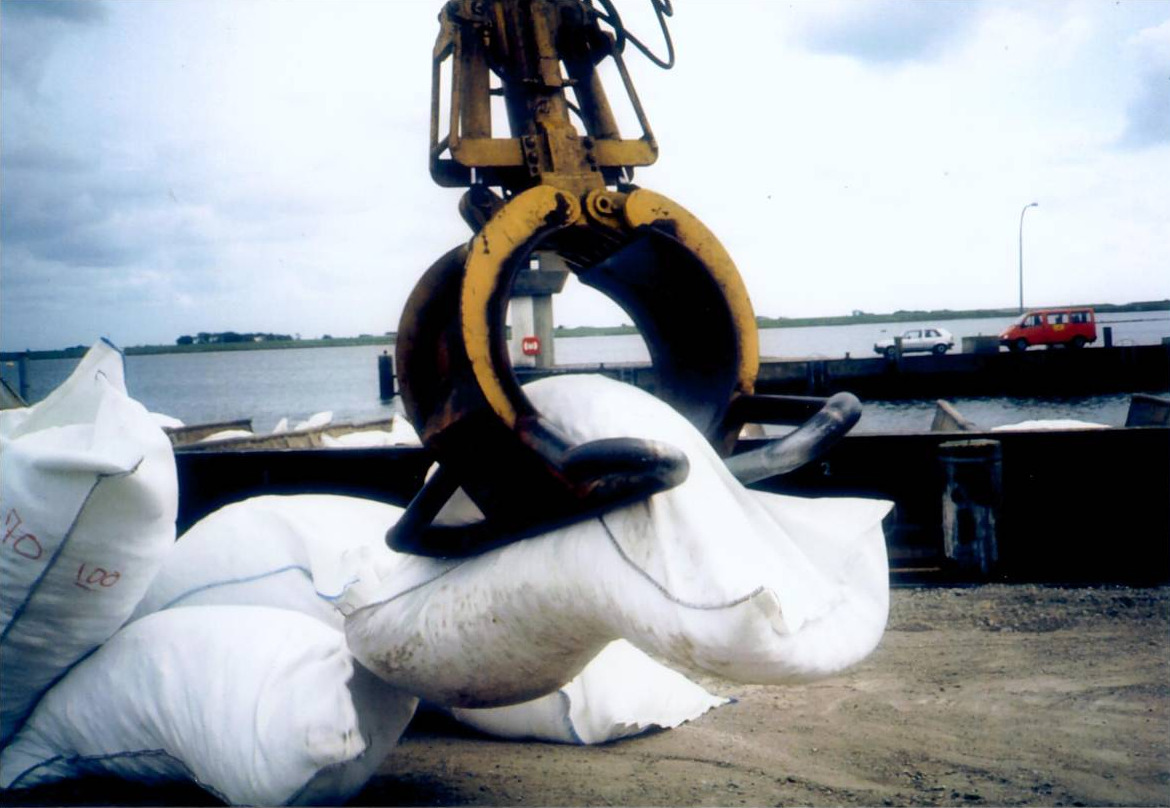
Túi vải không dệt, vải địa kỹ thuật
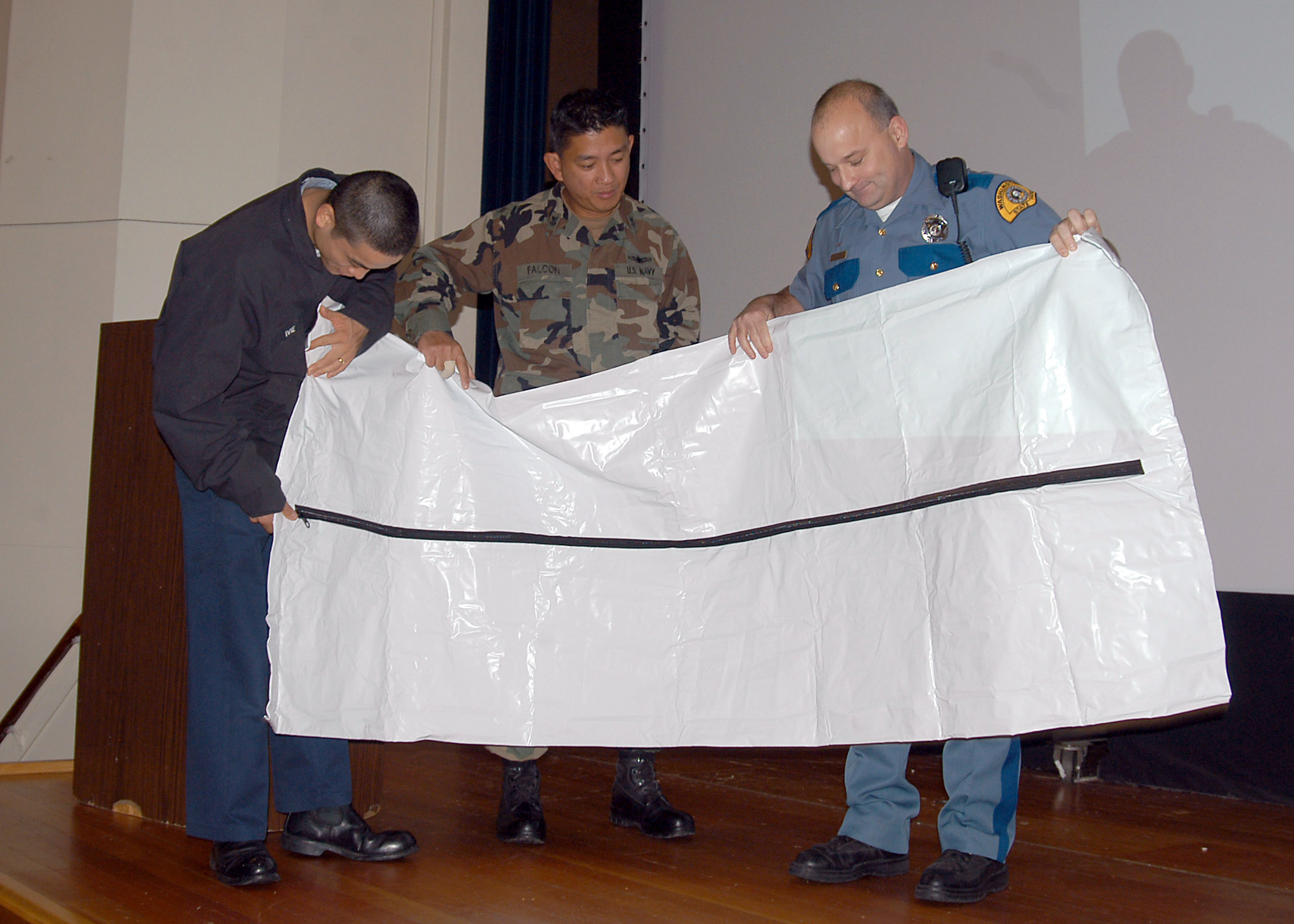
Một nhựa túi thân